# Ruben Brandt, a gyűjtő
A Ruben Brandt, a gyűjtő (eredeti cím: Ruben Brandt, Collector) Milorad Krstić felnőtteknek készült, thriller-, film noir- és kalandfilmelemeket ötvöző, szürreális animációs mozifilmje, amelyet 2018. november 15-én mutattak be Magyarországon.
A cím két híres festőművész, Rubens és Rembrandt nevének összeolvadásából jött létre. Milorad Krstić ezen felül is számtalan referenciát illesztett a filmbe, kifejezve tiszteletét az általa nagyra becsült képző- és filmművészek iránt.

## Cselekmény
A film középpontjában egy különös rablássorozat áll. Egy rejtélyes banda egymás után szerzi meg a legértékesebb képeket a világ leghíresebb múzeumaiból. A „gyűjtő” egy művészetterapeuta, akinek négy páciense alakítja meg a bűnbandát, hogy segítsenek az orvosnak megszabadulni a rémálmaitól. A csapat ellen tehetetlen a rendőrség, csupán Kowalski, a washingtoni magánnyomozó veszi észre, hogy mi a közös az ellopott műtárgyakban. De közben beleszeret a rablóbanda femme fatale-jába, Mimibe, és emiatt nagy veszélybe kerül. Eközben a pánikba esett biztosítótársaságok előbb húsz, majd százmillió dollár jutalmat ajánlanak a nyomravezetőnek, így az alvilág is bekapcsolódik az egész világot átszelő bűntény történéseibe, hogy elkapják a tolvajokat, akik közül Mimit sokan személyesen is ismerik.
Brandt egy kelet-német emigráns gyermeke, akinek apja képes volt 16 mm-es filmekkel befolyásolni az egyik fia, Brandt tudatalattiját. A módszert később felhasználta a CIA is. Apja halála után nem sokkal rémálmok kezdik gyötörni, amelyekben híres festmények karakterei megtámadják őt. Praxisának hálás páciensei, például a kleptomániás Mimi, válnak segítőivé.
Ruben Brandt csapata 13 festményt rabol el a világ legnagyobb múzeumaiból. Mindig új helyszínen támadnak, sorra kerül a Louvre, az Uffizi, az Ermitázs és a budapesti Szépművészeti Múzeum is.
A történetben a nyomozó egyszer csak megtudja az anyjától, hogy van neki egy addig titkolt féltestvére, aki éppen azonos a „gyűjtő”-vel.

## Az ellopott festmények
Ruben Brandt nem azért rabol festményeket, mert el akarja adni azokat a feketepiacon, hanem azért, mert lidérces álmaiban a festmények alakjai üldözik. Milorad Krstić egy 2015-ös nyilatkozatában elmondja, hogy filmjéhez olyan képeket keresett, amelyek egy rémálomban veszélyessé válhatnak: „A válogatási elvem az volt, hogy egy jó horrorfilmben a játékbaba ijesztőbb tud lenni a zombi szörnyűséges arcánál. Éppen ezért direkt „szép” képeket válogattam (Botticelli, Hopper, Van Gogh stb.), és nem Edvard Munch, vagy Francisco Goya úgynevezett nyugtalanító képeit”.
- Frédéric Bazille – Renoir portréja (1867)
- Sandro Botticelli – Vénusz születése (c. 1486)
- Hans Holbein – Antoine, Lorraine hercege portréja (1543)
- Franck Duveneck – Fütyülő fiú (1872)
- Paul Gauguin – Gyümölcsöt tartó nő (1893)
- Vincent van Gogh – Roulin postás (1888)
- Edward Hopper – Éjjeli baglyok (1942)
- René Magritte – A képek árulása (1929)
- Édouard Manet – Olympia (1863)
- Pablo Picasso – Nő könyvvel (1932)
- Tiziano Vecellio – Urbinói Vénusz (1538)
- Diego Velázquez – Margarita Teresa infánsnő kék ruhában (1659)
- Andy Warhol – Elvis l, ll (1964)

## Szereplők
Főszereplők
- Ruben Brandt (Kamarás Iván), művészetterapeuta, a „gyűjtő”. Nevét Rubens és Rembrandt neve ihlette.
- Mimi (Hámori Gabriella), Ruben Brandt egyik páciense, kleptomán, volt cirkuszi akrobata, a műkincsrabló banda tagja.
- Mike Kowalski (magyar: Makranczi Zalán, angol: Márton "Kor" Csaba), washingtoni magánnyomozó, a műkincsrablások nemzetközi szakértője.

További szereplők
- Bye-Bye Joe (magyar: Nagypál Gábor, angol: Matt Devere), Ruben Brandt páciense, bőbeszédű személyi testőr, a műkincsrabló banda tagja.
- Membrano Bruno (magyar: Mészáros Máté, angol: Henry Grant), Ruben Brandt páciense, kétdimenziós bankrabló, akinek falánksága akadályozza a „karrierjét”, a műkincsrabló banda tagja.
- Fernando (angol: Christian Nielson Buckhold), Ruben Brandt páciense, hacker, a műkincsrabló banda tagja.
- Marina (Dombi Katalin), Kowalski segítője, elemző.

## Háttér
Milorad Krstić Das Anatomische Theater (DAT) című, a Műcsarnokban megrendezett kiállításához kapcsolódva 2011-ben, Horváth Csaba rendező-koreográfus javaslata alapján a Ruben Brandt: Egy műgyűjtő csoportos portréja című múzeumszínház a Forte Társulat előadásában került bemutatásra. Azonban a Ruben Brandt már eredetileg is filmnek készült. Milorad Krstić eképpen beszélt erről: „A képek, és így a filmek és a festészet szerelmeseként eldöntöttem, hogy egy projektben egyesítem a kettőt.”
A film összköltségvetése 1 milliárd 180 millió forint volt. Ehhez a Magyar Nemzeti Filmalap 883,5 millió forinttal járult hozzá és körülbelül 295 millió forint közvetett támogatással egészült ki.
A zenét Cári Tibor szerezte, a produceri munkában Miskolczi Péter és Kurdy-Fehér János mellett Roczkov Radmila és Roczkov Hermina vesz részt.
A filmben száznál is több hommage és remake szerepel, emléket állítva a rendezőt inspirálóknak, de minden megjelenő műalkotás a rendező és csapatának keze nyomán valami mássá formálódott át. A filmművészet, építészet, dizájn és képzőművészet területéről a rendező-író-látványtervező által válogatott ikonikus alkotók műveinek, kameraállások és hangulatok szerepeltetéséért, illetve azok jelentéseinek átdolgozásához 110 szerzői jogi eljárást indítottak és tekintélyes jogdíjakat is kellett fizetniük. Ingmar Bergman, Luis Buñuel, Charlie Chaplin, Szergej Eisenstein, Federico Fellini, Alfred Hitchcock, John Huston, Stanley Kubrick, Kuroszava Akira, Auguste Lumière, Louis Lumière és Georges Méliès valamennyien azon rendezők, akik életműve nagy hatással volt Milorad Krstić rendezői munkásságára. Az sem véletlen, hogy maga a cím két híres művész, Rubens és Rembrandt nevének összeolvadásából jött létre.
Böszörményi Gábor, a filmet forgalmazó Mozinet ügyvezető igazgatója úgy gondolja, hogy egy mindenki számára befogadható és izgalmas közönségfilm született, amely arra sarkallja majd a nézőket, hogy utánanézzenek a képernyőn látott műalkotásoknak. László Marcell, a film animációs rendezője szerint az alkotás a művészettörténet, a filmtörténet és dizájntörténet mellett az eklektikáról és annak a történetéről is szól.
A film készítése egy szűkös stúdiólakásban vette kezdetét. A magyar alkotók mellett közel 100 fős nemzetközi stáb dolgozott: orosz, amerikai, szerb és számos más nemzetiségű animátor is részt vett a hosszú, közel hároméves munkában.
Mivel a kezdetektől tudták, hogy a filmet külföldön is terjeszteni fogják, ezért a párbeszédeket angolul vették fel, ehhez igazították a karakterek szájmozgását és a mozdulatokat, majd végül magyarra szinkronizálták. A két hangsávot néhány kivétellel (Kowalskyt például magyarul Makranczi Zalán, angolul Márton „Kor” Csaba alakítja) ugyanazok a színészek mondták fel, többek közt Hámori Gabriella és Kamarás Iván. A történet soknyelvű környezetben játszódik, ezért spanyol, francia és olasz nyelvű párbeszédek is hallhatók a filmben.
2018 szeptemberében a Filmalap nemzetközi értékesítési részlege bejelentette, hogy a film észak-amerikai és latin-amerikai forgalmazási jogait a Sony Pictures Classics (SPC) amerikai forgalmazónak értékesítette.

### Zene
| A film Cári Tibor zenei aláfestésével készült. Ezek a zeneszámok a következők: Filmzenék - Never Look Back - End to Aging - Dreaming in Sepia - Cello Song - Arrival to Paris - Asteptarea - Grave - Jazzy Mood - Ballroom Stories - Forgive Me - The Obsession - Swing - Ocean Waves | További válogatott zenék - Arthur Honegger – Pacific 231 - Krzysztof Penderecki – Kosmogonia - Ludovico Einaudi – Nightbook - Igor Stravinsky – Sacre Du Printemps - Franz Schubert – Symphony No. 2, I. Largo, Allegro Vivace - Giacomo Puccini – Turandot: Nessun Dorma! - Wolfgang Amadeus Mozart – Clarinet Concerto in A major, K. 622, Allegro - Pjotr Iljics Csajkovszkij – Francesca Da Rimini Op.32 - Brian Poole & The Tremeloes – Do You Love Me? - Brian Poole & The Tremeloes – Even The Bad Times Are Good - Sam the Sham and The Pharaohs – Lil’ Red Riding Hood - Scott Bradlee’s Postmodern Jukebox – Creep - Scott Bradlee’s Postmodern Jukebox – All About That Bass - Scott Bradlee’s Postmodern Jukebox – Oops!... I Did It Again - Snétberger Ferenc, Richard Bona, Paolo Vinaccia – Kis Kece Lányom - Olivera Katarina – Šu Šu Šumadijo |

## Bemutatók

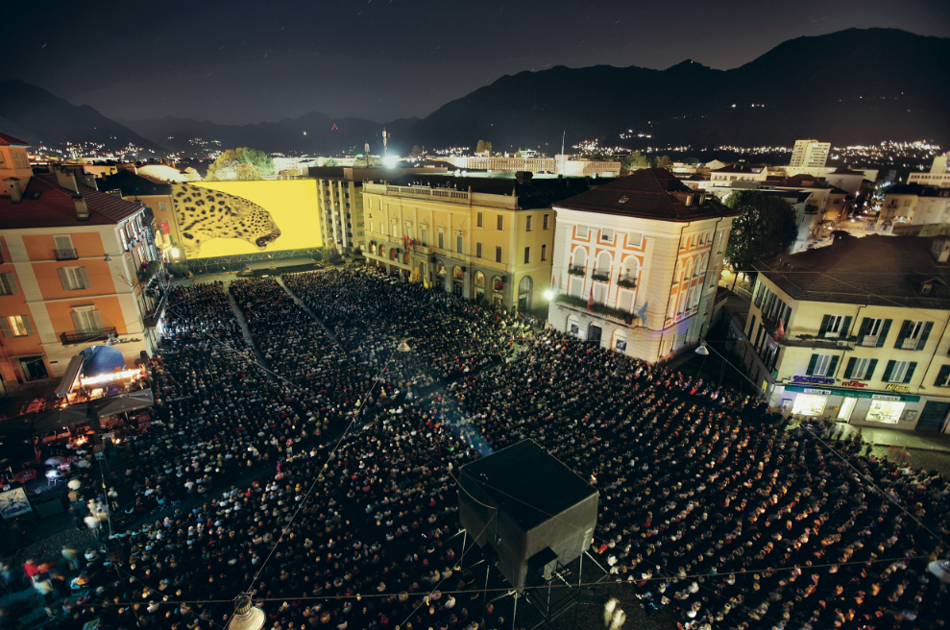
Szabadtéri vetítés a locarnói fesztiválon, 2013

Az animációs heistfilm világpremierje 2018 augusztusában a 71. Locarnói Nemzetközi Filmfesztivál szabadtéri vetítésén volt, a 8000 férőhelyes Piazza Grandén, Európa legnagyobb méretű vetítővásznán (26x14 méter), ahol ráadásul először vetítettek magyar filmet.
A magyarországi bemutatóra 2018. november 15-én került sor, azonban a szervezők júniusban egy játékkal összekötött első, titkos, majd augusztus folyamán további három helyszínen (Budapest Rooftop Cinema, Szentendre P'Art mozi – meglepetéssel egybekötve –, Várkert Bazár várKERTmozi) és szeptemberben is meghirdettek premier előtti vetítéseket a közönségnek.

## Fogadtatás
„A Ruben Brandt mindenekelőtt mese. (...) Végül is ebben rejlik a Ruben Brandt zsenialitása: hogy nemcsak közös nevezőre, de egy bámulatosan kimunkált és semmire sem hasonlító animációban közös nívóra hoz ezerféle művészeti alkotást – és végső soron ezerféle embert is” – írta Soós Tamás a film sajtóvetítése után a Recorder.hu-n.
A locarnói világpremier után a variety.com kritikája kiemelte Cári Tibor zenéjét, ami klasszikus felvételekkel és kultuszklasszikusok hipszterverzióival fűszerezve tökéletes kiegészítője a filmnek. A Screen Daily filmes magazin szarajevói értékelésében a „film művészi vonalvezetését” egy parádés cirkuszi mutatványnak nevezte, amely a művészet és a mozi világából származó kulturális utalások sokaságán száguldva vezeti keresztül a nézőt.
A Pszichoforyou online pszichológiai magazin szerzője, Király Eszter arról írt, hogy Milorad Krstić filmjében „a nagybetűs Művészetet” a pszichológiával, az akcióval és a rejtéllyel ötvözte, miközben képi világának „egész miliőjét – amellett, hogy szépen megkomponált képeket hoz, és madár-, csiga- sőt, még akváriumi halperspektívából is szemlélhetjük a teret – a diszharmónia és a groteszk uralja. [...] Gondolom, azért, hogy látványosabb legyen, milyen ritka kincsnek számít és jó eséllyel a művészetekben fedezhető fel az a harmónia, ami a hétköznapjainkból oly könnyen kivész.”

## Nézettség
A nézettségi adatok szerint 54 096 jegyet adtak el rá.

## Fesztiválok
2018
- 71. Locarnói Nemzetközi Filmfesztivál (Piazza Grande)[27]
- 24. Szarajevói Filmfesztivál(wd), Fókuszban-program (szarajevói Nemzeti Színház, záróvetítés)[27][28]
- 11. CinEast(wd), luxemburgi filmfesztivál (nyitófilm)[29]
- 15. Sevillai Európai Filmfesztivál (hivatalos válogatás)

## Díjak
- 2018: legjobb egész estés film – Anim'est, Bukarest[30]
- 2018: a legjobb forgatókönyv díja – 15. Sevillai Európai Filmfesztivál[31]

Art Cinema díj – a CICAE (International Confederation of Art Cinemas) zsűrijétől a legjobb elsőfilmnek
Legjobb film – andalúz forgatókönyvírók szövetsége (ASECAN)
- 2019: Sky Arte televízió különdíja – Trieszt Filmfesztivál
- 2019: BeTV díj a legjobb animációs filmnek – ANIMA fesztivál, Brüsszel
- 2019: legjobb animációs film – Magyar Filmdíj[34]
- 2019: fődíj – 29. Animafest, Zágráb[35]
- 2019: közönségdíj – 12. Nemzetközi Animator Filmfesztivál[36]
- 2019: „Dunai hajó” fődíj – 2. Nemzetközi Duna Filmfesztivál, Belgrád[37][38]